# 大社 (臺中市)
大社，是臺灣臺中市神岡區的一個傳統地域名稱，位於該區東部。相較於今日行政區，其範圍大致包括大社里、岸裡里不含西南部、社口里東北端及東南端。

## 歷史
台灣清治末期至日治初期，大社地區為一街庄，稱為「大社庄」，隸屬於捒東上堡。該庄西北與一小段與北庄為界，與下溪洲庄為鄰，東與圳藔庄為鄰，東南與社皮庄為鄰，南邊為三角仔庄，西邊為社口庄。
1901年（日治明治三十四年）11月，全台廢縣廳改設二十廳，該庄隸屬於臺中廳。1903年（明治三十六年）6月，該庄編入「社口區」，仍隸屬於臺中廳。1909年（明治四十二年）10月，合併二十廳為十二廳，社口區隸屬不變。1920年（大正九年），全台地方制度大改正，廢十二廳改設五州二廳，該庄改制為「大社」大字，隸屬於臺中州豐原郡神岡庄。
戰後神岡庄改制為神岡鄉，隸屬於臺中縣，大字亦改制為村。1950年10月，中、彰、投分治，神岡鄉仍隸屬臺中縣。2010年12月，臺中縣市合併為直轄臺中市，神岡鄉改制為神岡區，村亦改制為里。

## 聚落
本地區發展較早的聚落為大社、望藔，在日治期初期的官方地圖上已有記載。此外，本地區尚有西勢尾聚落。

## 交通
國道1號又稱「中山高速公路」，是台灣西部兩條縱向高速公路之一，大致以北偏東—南偏西走經過大社口地區西部邊界地帶，並在邊界處省道台10線交會口設有豐原交流道。由此可快速前往國道1號沿線各地。
省道台10線（中山路）是臺中港至豐原的幹道，大致以西南西—東北東走向蜿蜒經過本地區中部偏南地帶。由該道路向西南西可前往大雅、沙鹿、清水並止於省道台17線路口，向東北東可前往社皮、豐原市區西側並止於省道台13線路口。
區道中83線（大洲路、中山路、大豐路五段）是溪洲至三角的道路，大致以北偏東－南偏西走向轉西向東再轉北偏東－南偏西經過本地區。由該道路向北偏東可前往下溪洲中部偏東北的區道中74線路口，向南偏西可前往社皮與三角子交界地帶、三角子並止於區道中82線路口。

## 學校
- 岸裡國小

## 文化資產
- 岸裡公學校校舍（市定古蹟）
- 林振芳墓園（歷史建築）